# Maurice Dequeecker
Maurice Henri Dequeecker (Proven, 27 mei 1905 - Antwerpen, 30 december 1985) was een Belgisch syndicalist en politicus voor de BWP / BSP.

## Levensloop
Dequeecker was de zoon van een tolbeambte en de kleinzoon van een klompenmaker en van een IJslandvaarder-paardenvisser. Hij groeide op in achtereenvolgens Borgerhout en Deurne en behaalde in 1924 het diploma van onderwijzer aan de normaalschool in Antwerpen, waarna hij tot 1937 onderwijzer was in het gemeentelijk onderwijs, een onderwerp dat gedurende zijn hele leven zijn belangrijkste aandachtspunt zou blijven. In 1928 behaalde Dequeecker via avondonderwijs tevens het diploma van leerkracht Engels-Nederlands en handelstechnieken. Na de Tweede Wereldoorlog stapte hij over van het lager naar het middelbaar onderwijs en werd hij leraar Engels en handel aan de handelsschool in Antwerpen. 
Na zijn huwelijk in 1930 vestigde Dequeecker zich met zijn echtgenote Elvira Berré in de Goedbouwwijk in Deurne, waar hij algauw opwierp tot woordvoerder van misnoegde eigenaren in deze nieuwe wijk en De Kleine Eigenaar Ter Rivieren en omgeving oprichtte, een vereniging waarmee Dequeecker de belangen van gedupeerde kleine eigenaars in Deurne verdedigde. Zijn acties werden opgemerkt door de Belgische Werkliedenpartij en in 1932 werd hij door de socialistische partij gevraagd om op te komen bij de gemeenteraadsverkiezingen. Hij werd verkozen en zetelde vanaf januari 1933 in de gemeenteraad van Deurne, de grootste randgemeente van Antwerpen. 
Als onderwijzer was Dequeecker een baanbreker voor school- en vakantiereizen en tijdens vakanties trok hij met een collega of zijn echtgenote met minder gegoede leerlingen naar de Ardennen, hetgeen zijn interesse in arbeiderstoerisme wekte en hij een promotor van sociaal toerisme werd. Hij werd in 1936 secretaris van de nationale federatie van de De Natuurvrienden en richtte in die hoedanigheid verschillende Natuurvriendenhuizen op. Na de goedkeuring van de wet op het betaald verlof in 1936 werd door De Natuurvrienden, de Arbeiderstoeristenbond en het Belgisch Vakverbond de dienst Vakantievreugde opgezet, die infrastructuur voor vakanties bestemd voor de arbeidersklasse moest creëren. In 1937 werd Dequeecker op verzoek van de socialistische vakbond secretaris van Vakantievreugde, een functie die hij zou bekleden tot in 1965. In die hoedanigheid stichtte hij onder andere een vakantiekolonie in Kalmthout en een vakantiecentrum in Oostende. Tijdens de Tweede Wereldoorlog nam hij als voorzitter van het bestuurscomité van de Stedelijke Schoolkoloniën de zorg voor hulpbehoevende en ondervoede kinderen op zich, die een onderkomen konden vinden in de kolonies van Vakantievreugde. Van 1963 tot 1968 was hij voorzitter van de Nationale Federatie der Natuurvrienden.
Gedurende de Duitse bezetting in de Tweede Wereldoorlog was Dequeecker actief in het verzet en speelde hij een actieve rol in de redactie en distributie van de socialistische sluikpers in de regio Antwerpen. Vanaf mei 1941 hielp hij Jos Van Eynde met het redigeren van de clandestiene krant De Werker, dat in november 1943 het officieel orgaan van de illegale Belgische Socialistische Partij. Ook zocht hij drukkerijen om de publicatie van de sluikbladen Morgenrood en Bevrijding mogelijk te maken.
In november 1945 werd Dequeecker in Deurne schepen van Onderwijs. Hij nam verschillende initiatieven om het onderwijs in zijn gemeente te verbeteren en richtte de buitenschoolse vereniging Jonge Vrienden op, om vrijetijdsbesteding te bieden aan jongeren. In november 1954 werd hij dan burgemeester van de gemeente, in opvolging van de overleden Florent De Boey. Hij stond hierbij aan het hoofd van een homogeen socialistisch schepencollegecollege, vanaf 1977 omgevormd tot een rooms-rode coalitie met de christendemocratische CVP. Hij bleef burgemeester tot eind december 1982. Dequeecker was ook voorzitter van de gemeentelijke bouwmaatschappij Tuinwijk en de sociale huisvestingsmaatschappij De Moderne Woning. In 1979 besliste hij als burgemeester van Deurne om nieuwe sociale woningen te bouwen op de Arena-weide, hoewel de bewoners van de gemeente de garantie hadden gekregen dat er niet op deze weide zou worden gebouwd. Hierop ontstond er aanzienlijk protest tegen dit project, dat mee gedragen werd door de opkomende groene beweging. Niettemin zette Dequeecker door met de plannen en liet hij de weide gewelddadig ontruimen, waar op het hoogtepunt van de protesten 180 tenten stonden opgeslagen. Als burgemeester had hij voorts ruime belangstelling voor kunst, moderne architectuur, decoratie en stedenbouw. De realisatie van het nieuwe gemeentehuis van Deurne was hiervan de uitdrukking.
Van mei 1965 tot januari 1974 zetelde Dequeecker als rechtstreeks gekozen senator voor het arrondissement Antwerpen in de Senaat. Zijn activiteiten tijdens de negen jaar die hij in de Senaat zetelde, lagen in het verlengde van zijn gemeentelijke ervaringen. In de periode december 1971-maart 1974 had hij als gevolg van het toen bestaande dubbelmandaat ook zitting in de Cultuurraad voor de Nederlandse Cultuurgemeenschap, die op 7 december 1971 werd geïnstalleerd en de verre voorloper is van het Vlaams Parlement. Hij was ook bestuurder van de Vereniging van Belgische Steden en Gemeenten, een functie die hij vele jaren uitoefende
Dequeecker had een duidelijke en pessimistische visie op de te voorziene gevolgen van de Groot-Antwerpse gemeentefusie in 1983. Naar aanleiding van die fusie beëindigde hij zijn politieke activiteiten. Hij had steeds een nauwe band met zijn neef Wim Geldolf die hij ondersteunde binnen de Antwerpse socialistische partij, zowel in zijn carrière binnen het Antwerpse stadsbestuur als in het parlement, en die hij als de toekomstige burgemeester van Antwerpen had verhoopt.
Deurne heeft een Maurice Dequeeckerplein.

## Publicatie
- Het vrije-tijdsmoment van den modernen mensch, Antwerpen, 1945.